# Elymus russellii
Elymus russellii är en gräsart som först beskrevs av Aleksandre Melderis, och fick sitt nu gällande namn av Thomas Arthur Cope. Elymus russellii ingår i släktet elmar, och familjen gräs.
Artens utbredningsområde är Pakistan. Inga underarter finns listade i Catalogue of Life.